# Южна Индия
Южна Индия е регион от индийския субконтинент, включващ индийските щати Андхра Прадеш, Карнатака, Керала и Тамил Наду, както и териториите на Лакшадвип и Пондичери. Площта ѝ е 635 780 km², а населението – 253 051 953 (към 2011 г.).
В Южна Индия се говорят 5 дравидски езици – каннада, малаялам, тамилски, телугу и тулу. Около 83% от населението изповядва индуизъм. Ислямът е втората по разпространение религия на 11% от населението, докато християнството се споделя от 5%.
Средното ниво на грамотност в Южна Индия е около 73%, докато за цялата страна е около 60%. В щата Керала живее най-образованото население в цяла Индия – 91% от населението на този южноиндийски щат е грамотно.